# Raphael Custos
Pour les articles homonymes, voir Custos.
Raphael Custos, né vers 1590 à Augsbourg et mort le 11 mai 1664 dans la même ville ou à Francfort-sur-le-Main, est un graveur sur cuivre au burin.

## Biographie
Raphael Custos, né vers 1590 à Augsbourg, est le fils aîné et l'élève de Dominicus Custos.
Il travaille pour la maison d'édition de son père. Après la mort de son père, il continue la maison d'édition paternelle à Augsbourg avec ses jeunes frères. Graveur sur cuivre au burin, il réalise surtout des portraits, mais aussi des scènes religieuses d'après les peintres à la mode de son époque. Le Blanc cite de lui 70 portraits, des vues de villes et des sujets religieux. Dans la technique et la conception, il est complètement influencé par son père.
Raphael Custos meurt le 11 mai 1664 dans sa ville natale ou à Francfort-sur-le-Main.

## Œuvres

### Ouvrages entiers

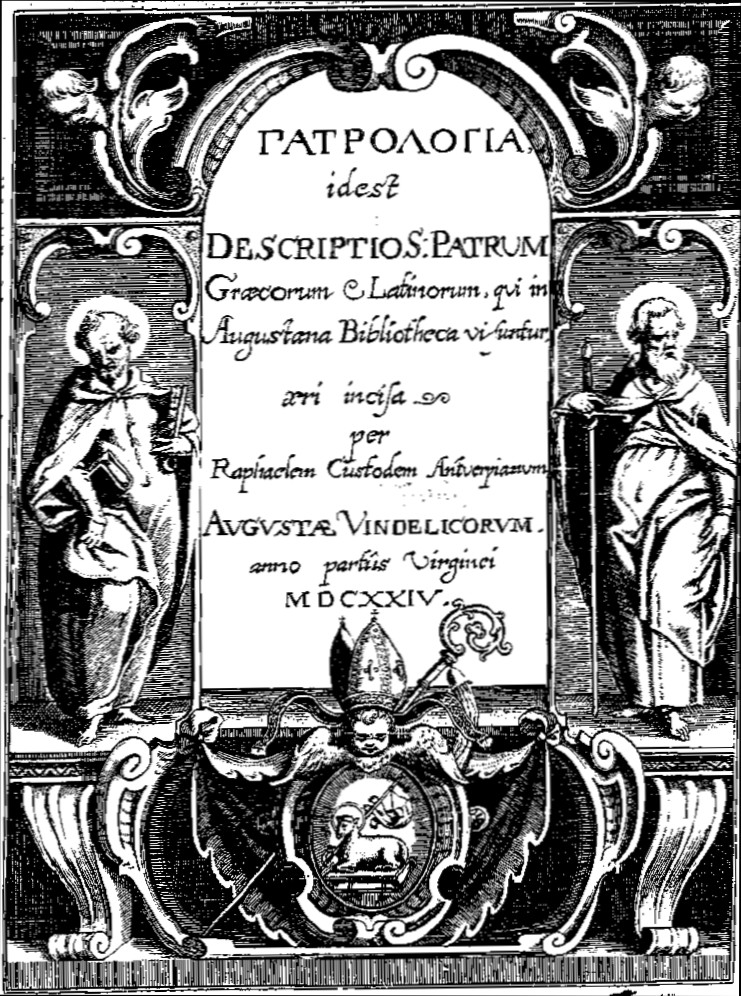
Patrologia, 1624.

- Patrologia, 1624, avec 23 planches. Réimprimé sous le titre Vetus academia Jesu Christi en 1671[6]
- Regum neapolitanorum vitae et effigies[6]
- Emblemata Paffionis, gravés par lui et Luc. Kilian[6]

### Portraits
- Jacques Callot[6]
- Thomas François Prince de Carignan[6]
- Matthias conte de Gallas[6]
- Maria Ludovica[6]
- Joh. Jacob Geyger, chirurgien[6]
- Joseph Heintz, peintre[6]
- Sultan Ibrahim[6]
- M. Paul Jenifch, théologien[6]
- Joh. Georgius Abbas Murbacenfis[6]
- Lucas Kilian, graveur[6]
- Joh. Meelfürer, théologien[6]
- Franc. Molinus, Doge de Venise[6]
- Adolphus Occo, médecin[6]
- Petrus Paul Rubens, peintre[6]
- Maximilian Comte de Trautmansdorf[6]
- Vladislaus IV, roi de Pologne[6]